# Cannae
Cannae (görögül: Κάνναι, azaz Kannai) ókori római település Itália délkeleti részén, Apulia tartományban, a mai Olaszország Puglia régiójában. Canusiumtól (ma Canosa) északkeletre a tengerparton terült el. Bari és Barletta között, az előbbitől 60, az utóbbitól 10 km-re fekszik az Aufidum (Ofanto) torkolatánál.
Nevezetességét két, a térségében vívott csata adja. Az első cannaei csata a második pun háború során, i. e. 216-ban zajlott le, majd a második 1018. október 1-jén. A települést 1083-ban a normannok lerombolták, az ekkor elpusztult városrészeket már sosem építették újjá. Véglegesen 1276-ban szűnt meg.
A római időkben jelentéktelen település volt, később municipium. A középkorban püspökség székhelye. Leghíresebb püspöke Cannes-i Szent Roger (1060–1138).